# Sphaerocephalum chabaudi
Sphaerocephalum chabaudi is een rondwormensoort uit de familie van de Linhomoeidae. De wetenschappelijke naam van de soort is voor het eerst geldig gepubliceerd in 1962 door Inglis.